# Cnemaspis neangthyi
Cnemaspis neangthyi là một loài thằn lằn trong họ Gekkonidae. Loài này được Grismer, Grismer & Chav mô tả khoa học đầu tiên năm 2010.